# Pangonius fasciatus
Pangonius fasciatus är en tvåvingeart som först beskrevs av Pierre André Latreille 1811.  Pangonius fasciatus ingår i släktet Pangonius och familjen bromsar.
Artens utbredningsområde är Egypten. Inga underarter finns listade i Catalogue of Life.